# Ꚏ
Ꚏ (minuskule ꚏ) je již běžně nepoužívané písmeno cyrilice. V minulosti bylo používáno v abcházštině. Jedná se o variantu písmena Ц.